# Верхнее Гусиное
Верхнее Гусиное — село в Карпатах, в Борынской поселковой общине Самборского района Львовской области Украины.
Население составляет 689 жителей.

## Географическое положение
В 3 километрах восточнее находится село Кривка, с северо-востока к селу примыкает Нижнее Гусиное, в 4 километрах севернее расположена Либохора, в 6 километрах юго-западнее — Буковец, а в 5 километрах южнее — Беласовица.
Верхнее Гусиное находится на высоте 731 метра над уровнем моря.
Село расположено в долине небольшой горной реки Гусной (называемой также Гусиной или Гусником), которая протекает с юго-запада на северо-восток, где, встречаясь с другим горным потоком — Кривкой, впадает в реку Стрый.
С обоих берегов Гусную питают многочисленные горные ручьи и потоки, среди которых самые крупные — Раховцы и Онилова, начинающаяся со склонов Пикуя.

## Население
- 1869—735 жителей[1]
- 1881—735 греко-католиков и 54 иудея.[1]
- 1921—1110 жителей.
- 1970—1045 жителей, 317 дворов.[2]
- 1989—740 (355 муж., 385 жен.)[3]
- 2001—689[4].